# Акадійський півострів

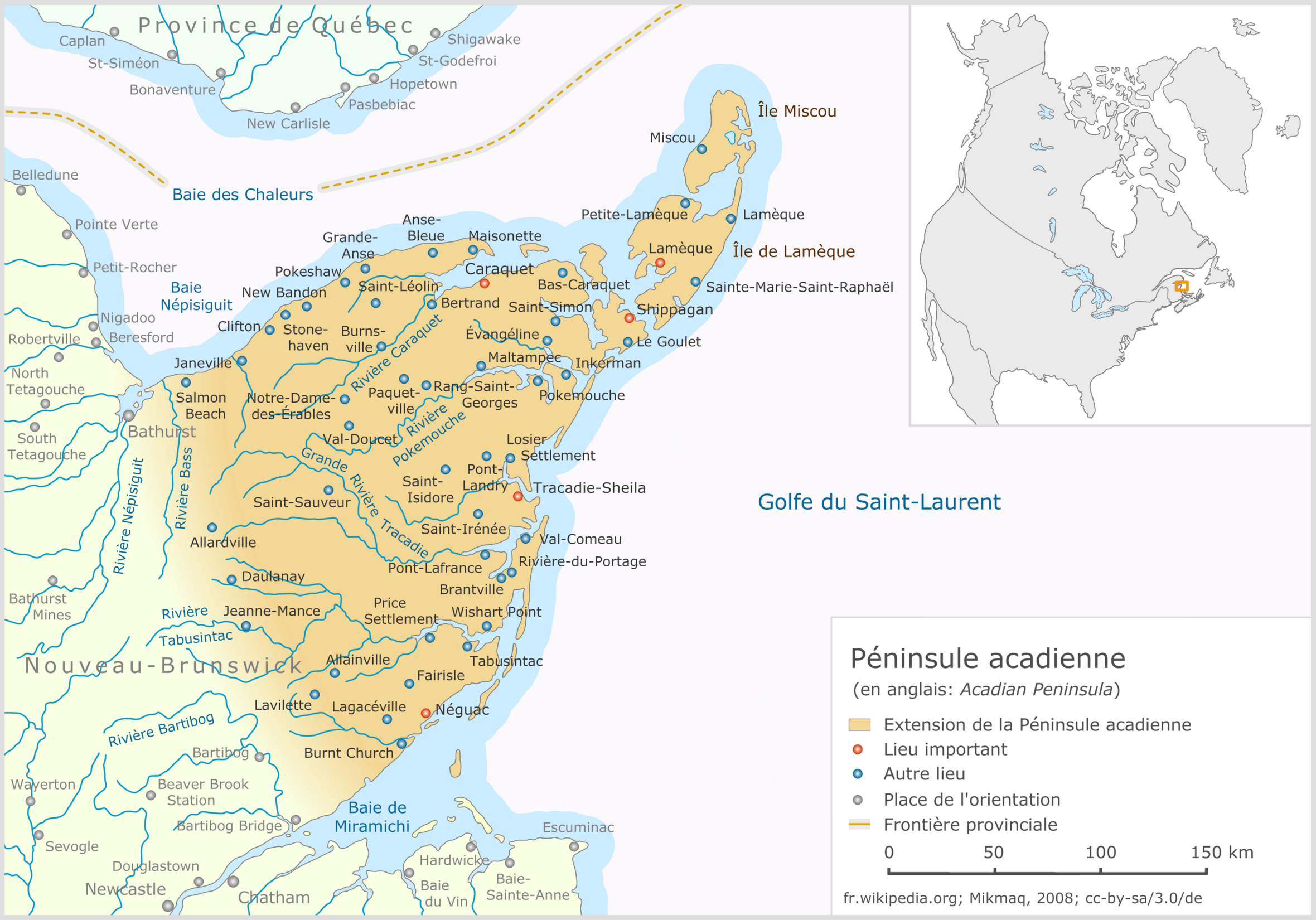
Акадійський півострів

Акадійський півострів (фр. La Péninsule acadienne) — півострів на північному сході провінції Новий Брансвік (Канада). З півночі омивається затокою Шалер, зі сходу — затокою Святого Лаврентія.
Назва півострова пояснюється тим, що абсолютна більшість населення півострова — франкомовні акадійці. Півострів — один з найважливіших центрів акадійської культури. Саме тут, у містечку Каракет, проходить щорічний акадійський фестиваль, кульмінацією якого є урочисте святкування 15 серпня — Національного свята акадійців (фр. Fête nationale de l'Acadie).
Раніше заняттям мешканців півострова була промислова рибна ловля. В останні десятиліття рибні запаси значно зменшилися. Чимало людей вимушені були стати заробітчанами, працюючи по кілька місяців на рік на заході Канади, особливо у багатій нафтою провінції Альберта. Значну роль в економіці півострова відіграє туризм. Туристів приваблюють морські пляжі із чистою теплою водою та акадійська культура.

## Історія
Близько однієї тисячі років до нашої ери на півострові оселилися індіанці Мікмаки. З 1604 року ці землі належать Франції і входять до колонії Акаді. Там з'являється нечисленне акадійське населення. У XVIII столітті Акаді (як і вся Нова Франція) поступово переходить під англійський контроль. Після депортації акадійців 1755 року, деякі втікачі знаходять притулок на півострові, але в 1761 році Родерік Маккензі (англ. Roderick MacKenzie) депортує і їх. У 1763 році, після укладення Паризької мирної угоди з Францією, Увесь схід сучасної Канади остаточно опиняється під англійським контролем. Акадійцям дозволено повернутися з вигнання.
З кінця XIX століття акадійці активно борються за свої національні та мовні права. Ця боротьба ведеться виключно мирним шляхом. Єдиним виключенням стали трагічні події 27 січня 1875 року у Каракеті: мешканці півострова протестували проти спроби уряду заборонити викладання французької у школах. Сутичка з поліцією перейшла в обмін пострілами, унаслідок чого загинув англомовний міліціант Джон Ґіффорд (англ. John Gifford) і молодий акадієць Луї Майу. Тепер Луї Майу вважається національним героєм і на його честь поставлено театральну п'єсу, яку щоліта грають у Каракеті.
Масові демонстрації 1960-х років сприяли тому, що Новий Брансвік став єдиною офіційно двомовною провінцією Канади (франкомовні складають коло третини населення), проте чимала англомовних мешканців ще й сьогодні не знають французької, тоді як більшість акадійців знає англійську.

## Друкована преса
На півострові виходить газета L'Acadie nouvelle. Назва перекладається як Нова Акаді.